# سكوت دوزير
سكوت دوزير (بالإنجليزية: Scott Dozier)‏ هو مهرب مخدرات أمريكي، ولد في 20 نوفمبر 1970 في بولدر سيتي في الولايات المتحدة، وتوفي في 5 يناير 2019 في Ely State Prison ‏ في الولايات المتحدة بسبب شنق.